# Eduard Ketteler

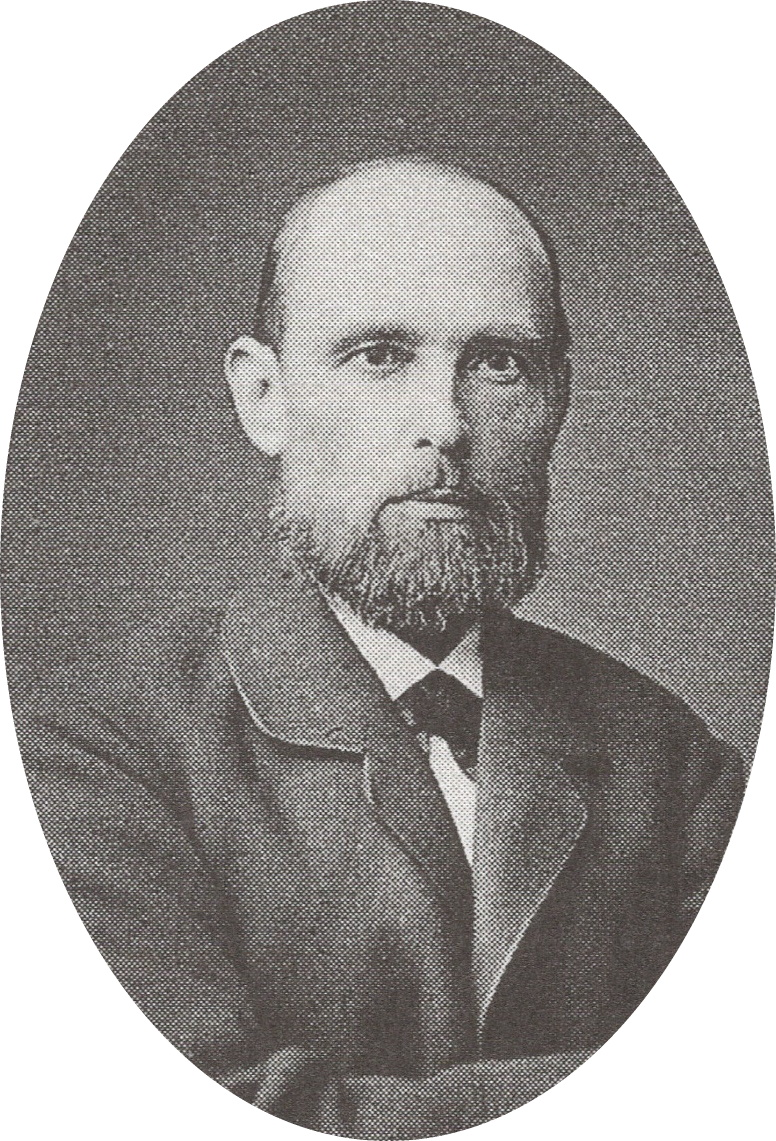
Eduard Ketteler (zwischen 1870/1885)

Eduard Ketteler (* 18. April 1836 in Bocholt; † 8. Dezember 1900 in Münster) war ein deutscher Physiker.

## Leben
Ketteler war der Sohn eines Kaufmanns und besuchte das Gymnasium Paulinum in Münster. Von 1855 bis 1860 studierte er Naturwissenschaften in Bonn und Berlin. In Bonn gehörte er der Burschenschaft Marchia an. 1862 wurde er in Berlin promoviert, 1865 in Bonn habilitiert. Im gleichen Jahr wurde er Privat-Dozent für Physik an der Universität Bonn, 1872 außerordentlicher Professor und 1888 ordentlicher Professor. 1889 wechselte er an die Universität Münster, dort war er gleichzeitig Direktor des Physikalischen Instituts. Ketteler war mehrmals Dekan der Philosophischen Fakultät und 1895/96 Rektor der Universität Münster.

## Schriften (Auswahl)
- De refractoribus interferentialibus et de nonnullis experimentis per refractorem auctoris Jamin institutis. Schade, Berlin 1860 (Berlin, Univ., Diss., 1860).
- Beobachtungen ueber die Farbenzerstreuung der Gase: Abhaengigkeit der Fortpflanzung des Lichtes von Schwingungsdauer und Dichtigkeit. Bonn 1865.
- Ueber den Einfluss der ponderablen Moleküle auf die Dispersion des Lichtes und über die Bedeutung der Constanten der Dispersionsformeln. Berlin 1870.
- Astronomische Undulationstheorie oder die Lehre von der Aberration des Lichtes. Neusser, Bonn 1873.
- I. Photometrische Untersuchungen. In: Annalen der Physik und Chemie. N.F., Bd. 15. 1882, S. 338–378.
- Theoretische Optik: Gegründet auf das Bessel-Sellmeier'sche Princip; Zugleich mit den experimentellen Belegen. Vieweg, Braunschweig 1885.